# Франческо IV Гонзага
Франче́ско Гонза́га (итал. Francesco Gonzaga; 7 мая 1586, Мантуя, Мантуанское герцогство — 22 декабря 1612, там же) — представитель дома Гонзага, 5-й герцог Мантуи под именем Франче́ско IV и 3-й герцог Монферрато под именем Франче́ско II с 1612 года.
Сын Винченцо I, герцога Мантуи и Монферрато и Элеоноры Тосканской. Ему посвятил свою оперу «Орфей» (1607) композитор Клаудио Монтеверди. В 1608 году сочетался браком с принцессой Маргаритой Савойской. Правил несколько месяцев и умер, не оставив наследников мужского пола, что стало причиной войны за монферратское наследство между Савойским и Мантуанским герцогствами.

## Биография

### Ранние годы
Родился в Мантуе 7 мая 1586 года. Он был первым ребёнком и старшим сыном в семье наследного принца Винченцо, через год ставшего герцогом Мантуи и Монферрато под именем Винченцо I, и Элеоноры Тосканской, принцессы из дома Медичи. По отцовской линии приходился внуком Гульельмо I, герцогу Мантуи и Монферрато и Элеоноре Австрийской, эрцгерцогине из дома Габсбургов. По материнской линии был внуком Франческо I, великого герцога Тосканы и Иоганны Австрийской. Обе его бабки приходились друг другу родными сёстрами. А тёткой по материнской линии была французская королева Мария Медичи.
Рождение наследника было торжественно отмечено при дворе в Мантуе, так, как это окончательно сняло с его отца подозрения в импотенции и бесплодии, появившиеся вследствие его первого неудачного брака с Маргаритой Пармской. Через неделю Франческо был крещён кардиналом Агостино Вальером и будущим кардиналом Джанфранческо Морозини. При дворе большое внимание уделялось образованию наследного принца. Наряду с церковными дисциплинами и языками, Франческо изучал точные науки. Увлекался ботаникой и математикой. Любил состязаться в турнирах. Его учителями были священник Антонио Фалькарьо, Луиджи Гваццо, Джованни Антонио Маджини. Последний посвятил ему сочинение «О разумном в астрологии» (лат. De astrologica ratione, 1607). В том же году композитор Клаудио Монтеверди посвятил наследному принцу «Музыкальные скерцо на три голоса». Этот же композитор посвятил ему свою оперу «Орфей», премьера которой, с кастратом Джованни Гуальберто Мальи в главной роли, состоялась при дворе мантуанских герцогов и имела триумфальный успех.
Сразу после рождения Франческо был присвоен титул маркграфа Вьяданы. В Мантуе в конце апреля 1606 года Франческо представлял сторону жениха на церемонии бракосочетания по доверенности его сестры с герцогом Лотарингии.

### Брак и потомство
В 1604 году возобновились переговоры между дворами в Мантуе и Турине о свадьбе наследного принца Франческо и принцессы Маргариты. Брак должен был завершить спор домов Гонзага и Савойя вокруг герцогства Монферрато. Против династического союза выступило Испанское королевство. Двор в Мадриде опасался сближения между Мантуей и Турином. Однако переговоры прошли успешно, и 18 февраля 1608 года в столицу Савойского герцогства прибыли герцог Мантуи и Монферрато и его наследник. На следующий день Франческо Гонзага сочетался браком с Маргаритой Савойской (28.04.1589 — 26.06.1655), старшей дочерью герцога Карло Эмануэле I. Молодожёны пробыли в Турине до середины мая, после чего отправились в Мантую, где продолжились свадебные торжества.
В семье Франческо и Маргариты родились трое детей:
- принцесса Мария (29.07.1609 — 14.08.1660), венецианская патрицианка, 25 декабря 1625 года в Мантуе сочеталась браком с Шарлем де Гонзаг (1609 — 30.08.1631), герцогом Невера и Ретеля, наследным принцем Мантуи и Монферрато;
- принц Лудовико (26.06.1611 — 3.08.1612), венецианский патриций, маркграф Вьяданы с 9 февраля 1612 года, умер в младенческом возрасте;
- принцесса Элеонора (12.09.1612 — 13.09.1612), венецианская патрицианка, умерла вскоре после рождения.

### Краткое правление и смерть
Женив наследного принца, герцог Винченцо I отправил его из Мантуи в Казале, где тот от имени отца правил герцогством Монферрато. После смерти Винченцо I, 18 февраля 1612 года Франческо Гонзага стал 5-м герцогом Мантуи под именем Франческо IV и 3-м герцогом Монферрато под именем Франческо II. Он также носил титулы графа Родиго и князя Священной Римской империи. Новый герцог стремился сократить расходы двора, чтобы укрепить государственные финансы, находившиеся в плачевном состоянии. Он отказался ото всего, что, по его мнению, было лишним, включая услуги придворного композитора Клаудио Монтеверди, но не сумел отказаться от страсти к собаководству.
За время его правления, которое длилось несколько месяцев, чуть было не разгорелся военный конфликт между Мантуей и Пармой. Причиной обострения отношений между герцогствами стали обвинения пармского герцога в организации заговора против него покойного отца герцога мантуанского. Эскалации конфликта помешали сдержанная позиция свёкра Франческо и эпидемия оспы. Спустя несколько недель после смерти годовалого сына, умер от оспы и сам герцог 22 декабря 1612 года. Он был похоронен в базилике Святой Варвары в Мантуе. Его преемником стал средний брат. Преждевременная смерть Франческо и отсутствие у него прямого наследника мужского пола стала причиной возобновления конфликта за земли герцогства Монферрато между Мантуей и Турином.